# Route nationale 849a
La route nationale 849a ou RN 849a était une route nationale française reliant Vico au Bocca di Sorru. À la suite de la réforme de 1972, elle a été déclassée en RD 23.

## Ancien tracé de Vico au Bocca di Sorru (D 23)
- Vico 42° 10′ 00,31″ N, 8° 47′ 52,45″ E
- Murzo 42° 10′ 06,4″ N, 8° 49′ 39,13″ E
- Bocca di Sorru